# Gustav Adebahr
Gustav Adebahr (* 3. Juni 1924 in Köln; † 9. Dezember 2008) war ein deutscher Gerichtsmediziner.

## Leben
Gustav Adebahr wurde als Sohn des Straßenbahnfahrers Hermann Adebahr und der Christine Adebahr, geborene Krumbach, geboren. Er studierte an den Universitäten Tübingen und Köln. In Köln wurde er 1949 zum Dr. med. promoviert. 1959 habilitierte er sich. Seit 1959 war er als Privatdozent und ab 1965 als außerplanmäßiger Professor an der Universität Frankfurt am Main tätig. Von 1971 bis zu seiner Emeritierung 1989 war er Ordinarius und Direktor des Instituts für Rechtsmedizin an der Universität-Gesamthochschule Essen.
Er erforschte Vergiftungen und Traumata, besonders von Gehirn und Niere.
1955 heiratete er Eleonore Failner.

## Veröffentlichungen
- Experimentelle Studien über Luftembolie unter Berücksichtigung der cerebralen Form. Dissertation, Universität Köln, Medizinische Fakultät, 21. Juni 1949